# Zahnärzte-Praxis-Panel
Das Zahnärzte-Praxis-Panel, kurz ZäPP, ist eine repräsentative Wiederholungsbefragung von Praxen der vertragszahnärztlichen Versorgung, das vom Zentralinstitut für die Kassenärztliche Versorgung in Deutschland (Zi) im Auftrag der Kassenzahnärztlichen Bundesvereinigung (KZBV) durchgeführt wird.
Ziel der Erhebung ist die Abbildung der wirtschaftlichen Situation der Praxen und der vertragszahnärztlichen Versorgungstätigkeit. Praxen der kassenzahnärztlichen Versorgung umfassen Praxen der allgemeinen Stomatologie, der Kieferorthopädie sowie der Oral- und Mund-, Kiefer- und Gesichtschirurgie.
Jährlich nehmen rund 3.200 Praxen am ZäPP teil. Die Teilnahme ist freiwillig.

## Die Erhebung
Das ZäPP ist als repetitive Querschnittserhebung mit jährlichen Erhebungswellen konzipiert. In jeder Erhebungswelle werden Angaben zu den vergangenen zwei Berichtsjahre abgefragt. Diese Form der Erhebung ermöglicht die Erfassung der wirtschaftlichen Entwicklung der Praxen im Zeitverlauf.
Jedes Jahr werden bundesweit alle rund 35.500 Praxen der kassenzahnärztlichen Versorgung zur Teilnahme aufgerufen, die im vollständigen Berichtszeitraum kassenzahnärztliche Leistungen erbracht haben. Von diesen Praxen nahmen in den vergangenen Erhebungswellen jeweils rund 3.200 Praxen teil. Somit ergibt sich eine Rücklaufquote von ca. 10 %.

## Erhebungsinhalte
Der Fragebogen ist in drei Teile gegliedert. Der erste Teil umfasst Fragen zur Praxisstruktur, der Organisationsform, den Inhaberinnen und Inhabern, der Praxis- und Personalausstattung sowie zu den Praxisräumen.
Im zweiten Teil werden Angaben zu den erbrachten zahnärztlichen Leistungen der gesetzlichen und privaten Krankenversicherung abgefragt.
Der dritte Teil des Fragebogens beinhaltet Angaben zu den Einnahmen und Aufwendungen der Praxis auf Grundlage der steuerlichen Einnahmenüberschussrechnung.

## Datenverarbeitung und Veröffentlichungen
Die Erhebung und Verarbeitung der Daten erfüllt höchste Anforderungen an den Datenschutz. Die Verarbeitung von personenbezogenen Daten und den Erhebungsdaten erfolgt grundsätzlich räumlich und organisatorisch getrennt. Das Zi hat mit der Zi-Treuhandstelle eine unabhängige und organisatorisch wie räumlich getrennte Einrichtung zur Verarbeitung personenbezogener Daten geschaffen. Das Zi hat keinen Zugriff auf personenbezogene Daten, sondern bearbeitet ausschließlich pseudonymisierte Erhebungsdaten. Die Zi-Treuhandstelle bearbeitet ausschließlich die zur Teilnehmerverwaltung notwendigen personenbezogenen Daten und hat keinerlei Zugriff auf Erhebungsdaten. Ergebnisse des ZäPP werden ausschließlich aggregiert ausgegeben. Eine Re-Identifikation teilnehmender Praxen ist ausgeschlossen.
Die Auswertungen des ZäPP werden den Kassenzahnärztlichen Vereinigungen und der Kassenzahnärztlichen Bundesvereinigung übergeben.
Die Ergebnisse der ZäPP-Befragungen stellen eine Grundlage für die Verhandlungen zwischen den Krankenkassen und der Kassenärztlichen Bundesvereinigung bzw. den Kassenärztlichen Vereinigungen dar und unterstützen so den Auftrag der Interessenvertretung der Vertragszahnärzteschaft. Darüber hinaus finden die Daten in wissenschaftlichen Arbeiten und Berichten Verwendung wie beispielsweise dem Jahrbuch der Kassenzahnärztlichen Bundesvereinigung.